# Xã Elmwood, Michigan
Xã Elmwood (tiếng Anh: Elmwood Township) là một xã thuộc quận Tuscola, tiểu bang Michigan, Hoa Kỳ. Năm 2010, dân số của xã này là 1.207 người.